# Office for National Statistics
Office for National Statistics (ONS) er en britisk offentlig etat med ansvar for indsamling og publisering af statistisk materiale, som berører landets økonomi, befolkning og samfund. Den ældre etat General Register Office er blevet indlemmet i ONS, som dermed også er ansvarlig for at registrere fødsler, dødsfald og indgik ægteskab i England og Wales. 
ONS blev oprettet 1. april 1996 ved at Central Statistical Office (CSO), Office of Population Censuses and Surveys (OPCS) og statistikafdelingen i Department of Employment (som senere blev afskaffet) blev slået sammen. 
Hovedkontoret ligger i Pimlico i London. Der er også kontorer i Newport, Titchfield og Southport. Ældre registre opbevares i et arkiv i Islington, hvor publikum kan læse og købe kopier af dokumenter.
- Wikimedia Commons har flere filer relateret til Office for National Statistics

51°34′0″N 3°1′42″V / 51.56667°N 3.02833°V